# Nashville (film)
Pour les articles homonymes, voir Nashville (homonymie).
Pour plus de détails, voir Fiche technique et Distribution.
Nashville est un film de comédie dramatique musicale satirique nord-américain réalisé par Robert Altman et sorti en 1975. Ce film choral raconte le destin de 24 personnages, issus de milieu musicaux ou politiques, à Nashville.

## Synopsis
Durant cinq jours de l'été 1975, de nombreuses personnes — issues de milieu musicaux ou politiques — se croisent dans la ville du disque et de la country, Nashville dans le Tennessee,

## Fiche technique
- Réalisation : Robert Altman, assisté d'Alan Rudolph
- Scénario : Joan Tewkesbury (en)
- Photographie : Paul Lohmann
- Musique : Richard Baskin
- Producteur : Robert Altman
- Distribution : Paramount Pictures
- Budget : 2 000 000 $ (estimation)
- Pays de production :  États-Unis
- Langue originale : anglais
- Durée : 159 minutes
- Dates de sortie :
  - États-Unis : 11 juin 1975 (sortie limitée, New York)
  - France : 12 novembre 1975

## Distribution
- Ned Beatty : Delbert « Del » Reese, avocat de Haven Hamilton, organisateur local de la campagne de Walker
- Henry Gibson : Haven Hamilton, le chanteur country vedette de Nashville
- Ronee Blakley : Barbara Jean, la chanteuse country vedette de Nashville
- Géraldine Chaplin : Opal, la journaliste de la BBC
- Lily Tomlin : Linnea Reese, femme de « Del », mère aimante de deux enfants muets, chanteuse de gospel
- Keith Carradine : Tom Frank, membre du trio folk rock « Bill, Mary and Tom », au look « christique »
- Gwen Welles : Sueleen Gay, serveuse à l'aéroport, aspirante chanteuse sans talent
- Keenan Wynn : M. Green, l'homme âgé dont la femme est hospitalisée
- Shelley Duvall : Martha « L.A. Joan », la nièce des Green
- Allen Garfield : Barnett, mari et manager de Barbara Jean
- Barbara Baxley : Lady Pearl, la compagne de Haven Hamilton
- Michael Murphy : John Triplette, l'organisateur de la campagne présidentielle de Hal Philip Walker
- Karen Black : Connie White, la chanteuse rivale de Barbara Jean
- Allan F. Nicholls : Bill, membre du trio « Bill, Mary and Tom », mari de Mary
- Barbara Harris : Winifred, l'aspirante-chanteuse qui fuit son mari irascible
- David Hayward : Kenny Frasier, le jeune locataire chez M. Green
- Dave Peel : Bud Hamilton, le fils de Haven, diplômé de Harvard, il gère les affaires de son père
- Cristina Raines : Mary, membre du trio « Bill, Mary and Tom », femme de Bill
- David Arkin : Norman, le chauffeur
- Richard Baskin : Frog, le pianiste rejeté par Haven Hamilton
- Timothy Brown : Tommy Brown, le chanteur noir
- Robert DoQui : Wade Cooley, un cuisinier à l'aéroport, protecteur de Sueleen Gay
- Scott Glenn : Pfc. Glenn Kelly, le jeune vétéran du Viêt Nam, en uniforme
- Jeff Goldblum : l'homme au tricycle genre Easy Rider
- Merle Kilgore : Trout, le priopriétaire de club musical
- Bert Remsen : Star, l'irascible mari de Winifred
- Elliott Gould : lui-même
- Julie Christie : elle-même

## Distinctions
- Oscars 1976 : 
  - Oscar de la meilleure chanson originale pour I'm Easy de Keith Carradine
  - nomination à l'Oscar du meilleur film
  - nomination à l'Oscar du meilleur réalisateur
  - double nomination à l'Oscar de la meilleure actrice dans un second rôle pour Ronee Blakley et Lily Tomlin
- Golden Globe Award de la meilleure chanson originale pour I'm Easy en 1976
- Nashville a été inscrit au National Film Registry pour être conservé à la Bibliothèque du Congrès aux États-Unis
- Césars 1976 : nomination au César du meilleur film étranger
- David di Donatello du meilleur film étranger en 1976